# Lagoa Alegre
Lagoa Alegre is een gemeente in de Braziliaanse deelstaat Piauí. De gemeente telt 8.210 inwoners (schatting 2009).
De gemeente grenst aan União, Miguel Alves, Cabeceiras do PI en José de Freitas.